# Souleymane Fall
Pour les articles homonymes, voir Fall.
Souleymane Fall, né le 14 février 1952 à Dakar et mort le 21 décembre 2013 à Pessac, est un joueur de basket-ball de nationalité sénégalaise, international sénégalais qui évolua au poste de pivot et mort le 21 décembre 2013, à Pessac. Il mesurait plus de 1,95 m. Fall évolua durant trois saisons au CSP Limoges, contribuant à faire monter le club deux années successives. Il est un des éléments majeurs du Limoges CSP durant les années 70. Son arrivée lança le début d'une professionnalisation du Basket Limougeaud. Il est aussi le père du joueur de rugby professionnel, Benjamin Fall.

## Carrière au CSP Limoges (1973-1976)
Le Limoges CSP est à la recherche de joueurs de plus de 1 mètres 90 pour aborder avec confiance le championnat de France. il sera rejoint par Radoliub Radenković (Yougoslave). Le club trouve la perle rare en la personne Souleymane Fall qui signe à Limoges en septembre 1973. C'est le premier joueur étranger du CSP Limoges avant qu'il soit naturalisé par la suite. Les premières impressions de son entraîneur, Koundrioukoff, sont bonnes : « Fall a d'énormes possibilités pour un seul petit défaut, celui d'être un peu personnel. Cela se corrigera rapidement. Pour l'instant plusieurs de mes meilleurs joueurs sont loin d'être en condition physique. Je ne pense que tout ira bien lorsque nous débuterons en championnat. Nous avons encore un mois pour nous préparer. » Il est l'un des hommes clés des différentes montées du CSP Limoges. Mais Souleymane part du Cercle Saint-Pierre en 1976, à cause de la forte concurrence au sein de l'effectif.

## Carrière de joueur
- 1973-1974 :  CSP Limoges (Nationale 4)
- 1974-1975 :  CSP Limoges (Nationale 3)
- 1975-1976 :  CSP Limoges (Nationale 2)

## Plaquettes et journaux
- Plaquette du CSP Limoges, 1975-1976
- Plaquette du CSP Limoges, 1976-1977
- Plaquette du CSP Limoges, 1977-1978
- Plaquette du cinquantenaire du CSP Limoges, 1978-1979
- Le Populaire du Centre, de l'année 1973 à 1976